# Edificio en calle Capellà Belloch 9 de Alcoy
El edificio en calle Capellà Belloch número 9 de Alcoy, situado en la ciudad de Alcoy (Alicante), España, es un edificio residencial de estilo modernista valenciano construido en el año 1910, que fue proyectado por el arquitecto Timoteo Briet Montaud.

## Descripción
El edificio es obra del arquitecto contestano Timoteo Briet Montaud Las obras se inician en octubre de 1910 y finalizan en 1911. El edificio está formado por una planta baja y tres alturas. La fachada está elaborada en piedra.
Destaca el mirador de la primera planta que hace chaflán, trabajado en hierro y rematado en color blanco. Las barandillas de los balcones, así como los ventanales de la planta baja, están muy trabajados con motivos geométricos y florales.
La puerta principal del edificio está realizada en madera muy elaborada con detalles Sezession, típicos del arquitecto. Sobre la misma se hallan con tipografía modernista el año de finalización de las obras 1911 y justo debajo, el número de policía del edificio.